# Roberto Tancredi
Roberto Tancredi (Montecatini Val di Cecina, Provincia de Pisa, Italia, 30 de enero de 1944) es un exfutbolista italiano. Se desempeñaba en la posición de guardameta.

## Clubes
| Club                  | País   | Año         |
| --------------------- | ------ | ----------- |
| U. S. Siracusa        | Italia | 1964 - 1965 |
| Potenza S. C.         | Italia | 1965 - 1966 |
| Sambenedettese Calcio | Italia | 1966 - 1968 |
| Juventus F. C.        | Italia | 1968 - 1971 |
| Mantova F. C.         | Italia | 1971 - 1972 |
| Ternana Calcio        | Italia | 1972 - 1973 |
| Brescia Calcio        | Italia | 1973 - 1975 |
| Livorno Calcio        | Italia | 1975 - 1976 |